# Мелисия (дем Кожани)
 Тази статия е за селото в Кожанско.  За квартала на Атина вижте Мелисия.  
Мелисия, още Синекли или Сенекли (на гръцки: Μελίσσια, до 1927 година Σενεκλή, Сeнекли), е село в Гърция, в дем Кожани, област Западна Македония.

## География
Мелисия е разположено на 695 m надморска височина, на 4 km северно от Кожани.

## История

### В Османската империя
В края на XIX век Синекли е турско село в Кожанска каза на Османската империя. Според статистиката на Васил Кънчов („Македония. Етнография и статистика“) през 1900 година в Синекли, Кожанска каза, има 73 турци.
На Етнографската карта на Битолския вилает на Картографския институт в София от 1901 година Синекли е чисто турско село в Кожанската каза на Серфидженския санджак с 31 къщи.
Според статистика на Серфидженския санджак на гръцкото консулство в Еласона от 1904 година в Синекли (Σινεκλή), Кожанска каза, живеят 165 турци.

### В Гърция
През Балканската война в 1912 година в селото влизат гръцки части и след Междусъюзническата в 1913 година остава в Гърция. В 1913 година селото (Σινεκλή) има 205 жители. През 20-те години населението му се изселва в Турция и на негово място са настанени бежанци от Турция. В 1928 година селото е изцяло бежанско с 62 семейства и 218 жители бежанци.
През 1927 името на селото е сменено на Мелисия.
Населението традиционно произвежда жито, тютюн и други земеделски продукти и се занимава и със скотовъдство.
| Година    | 1913 | 1920 | 1928 | 1940 | 1951 | 1961 | 1971 | 1981 | 1991 | 2001 | 2011 | 2021 |
| --------- | ---- | ---- | ---- | ---- | ---- | ---- | ---- | ---- | ---- | ---- | ---- | ---- |
| Население | 205  | 241  | 212  | 269  | 221  | 192  | 87   | 50   | 51   | 24   | 26   | 21   |